# Eucranium dentifrons
Eucranium dentifrons är en skalbaggsart som beskrevs av Guérin-Méneville 1838. Eucranium dentifrons ingår i släktet Eucranium och familjen bladhorningar. Inga underarter finns listade i Catalogue of Life.